# 종합차량제작소

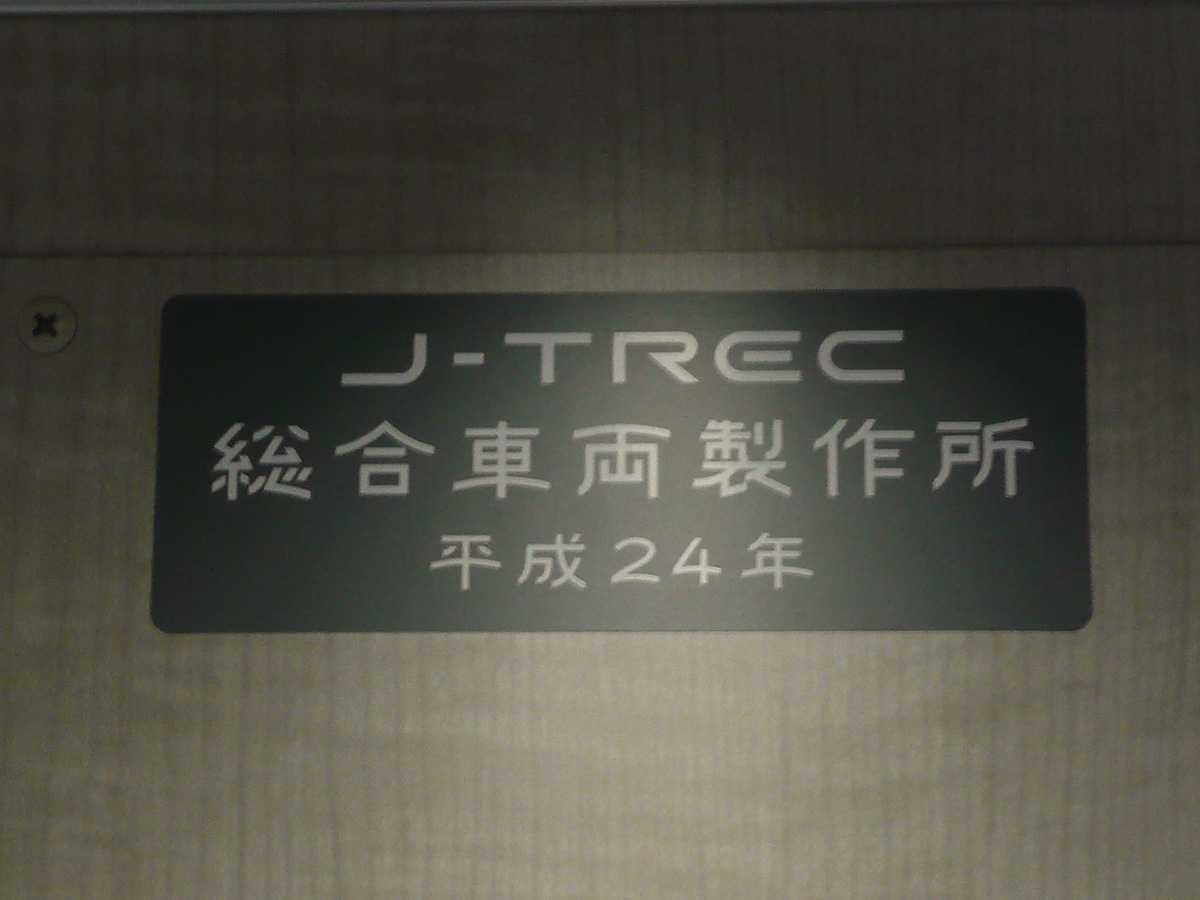

주식회사 종합 차량 제작소(일본어: 株式会社総合車両製作所, かぶしきがいしゃ そうごう しゃりょう せいさくしょ)(舊 도큐 차량제조 주식회사(일본어: 東急車輛製造株式会社, とうきゅう しゃりょう せいぞう))는 철도 차량 사업을 중심으로 하는 일본 굴지의 철도차량 메이커이다. 동일본 여객철도가 모든 주식을 보유하고 있다.
본사 및 요코하마 제작공장의 주소는 가나가와현 요코하마시 가나자와구이며, 인근에 게이힌 급행 전철 본선의 가나자와핫케이 역이 있다.

## 개요
제2차 세계 대전이 끝난 후 도쿄 급행 전철은 요코하마 시 가나자와 구에 위치한 일본제국 해군의 공창이 있던 곳에 '도큐요코하마 제작소(일본어: 東急横浜製作所)'를 설치하여 철도 차량을 제작 사업이나 수리 및 개조 사업을 개시했다.
이 회사는 미국의 BUDD사와 기술제휴를 하며 스테인레스 차체의 제조기술을 습득해 동사의 7000계를 시작으로 일본 내 스테인레스 차체의 차량의 제조에서 선두를 달리게 된다.
도쿄 급행 전철의 철도 차량뿐만이 아니라 일본에 있는 철도회사(일본국유철도나 JR 그룹, 사철 등)의 철도 차량도 제작하고 있으며 일본 국외의 철도 회사의 차량도 제작 및 수출한 적도 있다.
2007년 현재, 간토 지방에 제작 공장을 보유한 유일한 철도 차량 제작사이기 때문에, 간토 지방에 존재하는 대부분의 철도 회사에 철도 차량을 공급하고 있다.

## 연혁
- 1946년 6월 - 조업 개시.
- 1948년 8월 - 주식회사 도큐 요코하마 제작소 설립.
- 1953년 2월 - 도큐 차량제조 주식회사에 기업 명칭을 변경.
- 2011년 10월- JR 동일본이 모기업 도쿄 급행 전철로부터 지분 인수.
- 2012년 4월 - 주식회사 종합 차량 제작소로 사명 변경

## 제작한 철도 차량
- 도쿄 급행 전철 및 요코하마 고속철도의 모든 철도 차량